# Romano Gandolfi
Romano Gandolfi (Medesano, 5 de mayo de 1934-ibíd., 17 de febrero de 2006) fue un director de  coros y orquesta italiano.

## Biografía
Aunque su familia era de origen campesino, de niño le atrajo la música del coro en la iglesia local donde cantaba su madre. A partir de entonces, se decidió por los estudios musicales que finalizó con brillantez en el Conservatorio Arrigo Boito de Parma. Como premio por sus calificaciones, con veintiún años pudo asistir por vez primera a un concierto en Salzburgo, donde quedó fascinado por la interpretación de La flauta mágica de Mozart. Comenzó a trabajar como músico en orquestas locales para, más tarde, formarse con Roberto Benaglio en dirección coral. Tras sustituir al maestro en alguna ocasión durante sus giras por Italia, pudo trabajar por vez primera en La Scala de Milán. De allí pasó a dirigir como titular el coro del Teatro Colón de Buenos Aires a finales de los años 1960. En los años 1970, requerido por el director Claudio Abbado, regresó a La Scala, donde permaneció hasta 1983, cuando pasó a ser director del coro del Liceo de Barcelona. Aunque ocasionalmente fue director de orquesta en la propia Scala, en el Teatro de la Ópera de Roma o en el Teatro de la Zarzuela de Madrid, su actividad fundamental se centró en la dirección coral.
De su participación en proyectos discográficos, sobresale la grabación de Simon Boccanegra, de Verdi, bajo la dirección de Abbado y las voces de Piero Cappuccilli, Josep Carreras, Mirella Freni, y Nicolai Ghiaurov para Deutsche Grammophon, las que hizo con Decca Records como la Petite Messe Solennelle con Freni y Luciano Pavarotti con el Coro de La Scala o las realizadas con el Coro Sinfónico Giuseppe Verdi de Milán que fundó en los años 1990** década en la que se unió sentimentalmente con la artista Margarita Estrany Coda. **